# ルイ (グラン・ドーファン)
ルイ・ド・フランス（フランス語: Louis de France, 1661年11月1日 - 1711年4月14日）は、フランス王ルイ14世と王妃マリー・テレーズの長男で成人した唯一の子供。グラン・ドーファン（仏: le Grand Dauphin、大王太子）として知られる。

## 生涯
フォンテーヌブロー宮殿で生まれる。誕生後ただちにフランス王太子（ドーファン、dauphin）となったが、即位することなく父に先立って49歳で死去した。グラン・ドーファンと呼ばれるのは、代わって王太子に立てられた長男ブルゴーニュ公ルイが、同じく即位することなく父の死の翌年（1712年）に29歳で死去したこともあるが、大柄な体格であったことにもよる。
ルイ14世の死後、1715年にフランス王位を継承したルイ15世は、長男ルイの三男でグラン・ドーファンの孫、ルイ14世の曾孫である。

## 結婚と子女
1680年に、バイエルン選帝侯フェルディナント・マリアの長女マリア・アンナ（マリー・アンヌ・ド・バヴィエール）と結婚した。2人の間には3男が生まれた。
- ルイ（1682年 - 1712年） - ブルゴーニュ公、王太子。ルイ15世の父。プティ・ドーファンと呼ばれた。
- フィリップ（1683年 - 1746年） - アンジュー公。スペイン王フェリペ5世となる。
- シャルル（1686年 - 1714年） - ベリー公

1690年に妻が死亡したため、愛人だったマリー・エミリ・ド・ジョリィ・ド・ショワンと秘密裏に貴賎結婚した。息子が生まれたが、地方にやられ、2歳で亡くなった。